# Doutrina dos afetos
A doutrina dos afetos, conhecida em alemão como Affektenlehre, foi uma teoria de estética musical sistematizada e amplamente aceita pelos músicos do período Barroco, propondo que recursos técnicos específicos e padronizados usados na composição podiam despertar emoções no ouvinte igualmente específicas e comuns a todos.
A doutrina teve sua primeira formulação no final do Renascimento através do trabalho de músicos florentinos que estavam engajados na ressurreição da música da Grécia Antiga e que foram os fundadores da ópera. De acordo com sua interpretação de ideias de Platão, procuravam estabelecer relações exatas entre palavra e música. Para eles uma ideia musical não era somente uma representação de um afeto, mas sua verdadeira materialização.
Os recursos técnicos da doutrina foram minuciosamente catalogados e sistematizados por vários teóricos do Barroco como Athanasius Kircher, Andreas Werckmeister, Johann David Heinichen e Johann Mattheson. Mattheson escreveu com especial detalhe sobre o assunto em seu Der vollkommene Capellmeister (O perfeito mestre de capela, 1739). Como exemplo, disse que os intervalos amplos suscitavam alegria, e a tristeza era despertada por intervalos pequenos, a fúria se descrevia com uma harmonia rude associada a um tempo rápido. A doutrina teve uma aplicação particularmente importante no desenvolvimento da ópera. A opera seria se estruturava sobre diversas convenções, e as árias se construíam sobre modelos padronizados para cada tipo de emoção a ser ilustrada. Por exemplo, árias de fúria tipicamente eram em tempos rápidos com muitas vocalizações em coloratura, intervalos amplos e tempos rápidos, frequentemente na tonalidade de ré menor, enquanto que árias de amor muitas vezes eram compostas em lá maior. Tais convenções eram tão padronizadas que se por qualquer motivo um cantor não apreciasse uma certa ária composta para ele podia sem maiores problemas substituí-la por outra de sua preferência, de outra fonte, desde que expressasse o mesmo afeto.
Apesar de formulada no Barroco, ideias similares já eram encontradas na Grécia Antiga na doutrina do ethos aplicada à teoria musical. No período Rococó e no pré-Classicismo a doutrina teve grandes expoentes em Carl Philipp Emanuel Bach e na Escola de Mannheim. Durante o Classicismo a doutrina foi relativamente esquecida, mas retomou vigor com os românticos. Conceitos similares são encontrados também na música não-ocidental, como no sistema de ragas indiano. A música popular contemporânea ainda faz extenso uso da doutrina dos afetos, ainda que o termo seja raramente aplicado, o que se prova na facilidade do público em identificar rapidamente uma melodia triste ou jovial. O cinema e a televisão também se valem do conceito para enfatizar emoções definidas em suas produções visuais através da associação de trilhas sonoras adequadas a cada contexto.